# ぷろじぇくとD
『ぷろじぇくとD』（ぷろじぇくとディー）は、2006年10月5日から2007年3月29日までテレビ愛知で放送されていた紀行番組である。放送時間は毎週木曜 24:58 - 25:28 （日本標準時）。

## 概要
リポーターが東海3県各地の町を訪れ、その町ならでは良さを探し出す模様を放送していた深夜番組である。パチンコ・パチスロ番組だった前番組『チータとホリ&エリカの開運アゲアゲ』から打って変わって、この番組は紀行とローカルタウン情報を取り扱う番組として放送。番組タイトルの "D" とは "Dream" の頭文字で、東海3県各地の町に眠っている様々な夢を掘り起こす番組であることを意味していた。
最終回では、番組の収録開始から6か月の間に起きた様々な出来事をダイジェストにした総集編を放送した。

## 出演者

### レギュラーリポーター
レギュラーリポーターは「夢みつけ隊」の本部長とその隊員という設定で出演していた。
- 水前寺清子
- 鉄崎幹人
- デーブ大久保

### ゲストリポーター
ゲストリポーターは2週にわたって同じ人物が務めていた。並びは出演順。
- ふじいあきら
- 来栖あつこ
- ドロンズ石本
- パッション屋良
- 松村邦洋
- ドン小西
- 田代さやか
- 吉村明宏
- 畑正憲
- ルー大柴
- 飯尾和樹、やす（ずん）
- 山本栄治（アンバランス）